# Пришелец из космоса (новелла)
«Пришелец из космоса» или «Тень из космоса» (англ. The Shadow Out Of Space) — повесть американского писателя Говарда Филлипса Лавкрафта, которую после его смерти дописал Август Дерлет. Повесть вошла в сборник «Единственный наследник», издательства «Arkham House», выпущенный тиражом в 2096 экземпляров в 1957 году. В повести антрополог Эймос Пайпер обменивается телами с инопланетянином.

## Сюжет
Высшее милосердие явленное нашему миру заключается в неспособности человеческого разума понять свою собственную природу и сущность. Мы живем на островке счастливого неведения посреди черных вод бесконечности и самой судьбой нам заказано покидать его и пускаться в дальнее плавание.
Натаниэль Кори, психоаналитик, принимает пациента Эймоса Пайпер, преподавателя антропологии Мискантоникского университета, который рассказывает ему историю об инопланетянах. Три года назад в театре на премьере Моэмовского «Письма» он впал в кому, а по возвращении через три дня его движения стали похожи на крабьи, будто, вместо рук у него клешни. В его памяти сплошной пробел и ему вновь приходится учиться ходить, и говорить. Разговаривает он жестами, а вместо звуков издает нечто напоминающее свист.
Ранее Эймос много путешествовал и побывал в Аравийской пустыне, Монголии, за Полярным Кругом, Антарктике, Полинезии, в стране Инков, Понапе, Ангкор-Вате, Париже и Аркхэме. Эймос часто посещал библиотеки Мискатоникского университета, Британского Музея, Каира в Египте и Национальную библиотеку Франции — известных тем, что в них хранится «Некрономикон» и другие запретные книги.

Эймоса тревожат псевдовоспоминания об инопланетянах, внешне похожих на конус. Он помнит, как его призвали на другую планету для описания истории Земли, и что он работал там в циклопической библиотеке. Причудливые диаграммы и неизвестные языки вдруг стали ему понятными: санскрит, греческий, латынь, французский, язык саксонских хроник. В окне ему был виден огромный лес папоротникообразных деревьев.  

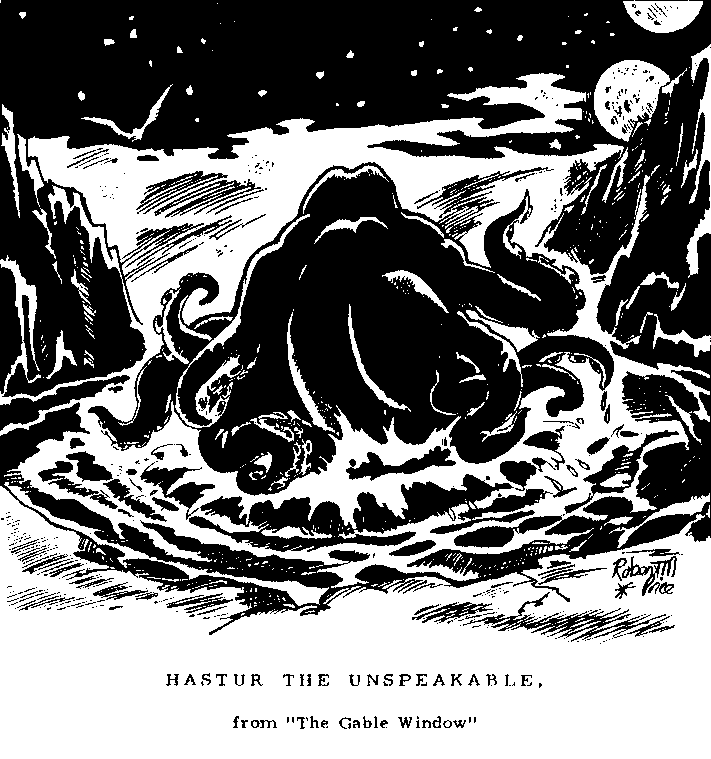
Хастур Невыразимый из рассказа «Окно в мансарде» Дерлета. Иллюстрация Роберта Прайса из Склеп Ктулху# 6, Дерлета, 1982 год

Эймос узнал, что миллионы лет назад Великая раса (англ. Great Race) населяла Землю и планеты других систем. Их родной облик подобен лучу света, так как они являются расой свободного сознания, и могут существовать в рамках любого тела. Специальная машина перемещает их разум в тело другого существа, вперед или назад во времени. Сейчас их планета Таурус умирает, где находится Озеро Хали, ставшее местом изгнания Хастура. Поэтому несколько столетий назад Великая Раса совершили массовый исход с окончательным перемещением их разума в тема колусообразных существ, населявших Землю в одно время со Старцами и другими пришельцами.  
Среди других пленников находятся сознания древоподобных людей с Венеры (англ. Tree-men from Venus); полурастительная раса с Антарктики (англ. Half-vegetable race); человеческая раса, которая будет жить на Земле после ядерной катастрофы из-за водородных и кобальтовых бомб; люди-муравьи с Марса (англ. Ant-like beings from Mars); Инки; древние римляне; люди, которые будут жить на Земле через 50 тысяч лет. Земля некогда была главной ареной в битве между Властителями Древности (англ. Great Old Ones) и Богами Седой Старины (англ. Elder Gods), в которой победили последние. Настанет катастрофа, если освободятся от пут Властители Древности: Хастур, Ктулху, Ньярлатотеп, Азатот и Йог-Сотот. Йитяне изучают следы деятельности Древних богов и тайных культов на Земле — это морские божества в океане, глубоководные в Полинезии и Иннсмуте, Чо-Чо в Тибете, птицы шантак из Неведомого Кадата в ледяной пустыни.
Наблюдатели (англ. Watchers) все время следят за «пленными сознаниями», а Контролер сохраняет сведения о них в тайне при помощи аппарата, который стирает память. Тело человека непривычно для «сознания пришельцев». Иногда, после возвращения «пленного сознания» на свое прежнее место, вслед за ним направлялся еще один посланец, дабы убедиться, что в его памяти ничего не сохранилось. Машина перемещает сознание «дублера» на Землю и возвращает «хозяина» в тело пришельца.
Эймоса мучиют галлюцинации, он сообщает Натаниэлю, что его преследуют агенты пришельцев, а также теории заговора в правительстве. Затем Эймос впадает в кому второй раз. Натаниэль приезжает к нему домой, но оказывается, что он стал совершенно другим человеком. Эймос уверяет, что справился с болезнью, а видения исчезли, отрицая все темы о пришельцах. Доктора смущает то обстоятельство, что исцеление совпало с приступом комы, а его интеллект при этом возрос. Эймос встречается с незнакомыми людьми, по заранее намеченной схеме. Выясняется, что эти люди тоже занимаются странными научными изысканиями и ранее пережили похожий недуг с наваждением о пришельцах. Эймос отправляется с ними в экспедиции в Аравийскую пустыню.

Вскоре из кабинета доктора исчезают документы Эймоса. Натаниэль начинает расследование и через год сам начинает верить, что пришелец захватил сознание Эймоса, при том, он хорошо знаком с его личностью. Странный человек нападает на Натаниэля в его доме. Ворвавшись в кабинет, стражи порядка становятся свидетелями странной картины: 
Доктор Кори и неизвестный пациент стоят на коленях и тщетно стараются передвинуть разбросанные по полу листки бумаги в сторону горящего камина. Они не могут захватить листы пальцами и вместо этого толкают их вперед неуклюжими движениями, напоминающими движения краба. Не обращая внимания на полицейских, они продолжают в сумасшедшей спешке двигать по полу страницы. Никто из них не смог вразумительно ответить на вопросы полицейских и врачей. От них вообще не удалось добиться сколько-нибудь связной речи. Обследование выявляет у обоих полнейшую трансформацию личности. Их отправляют в институт Ларкина — частную лечебницу для умалишённых…

## Персонажи
- Натаниэль Кори

Натаниэль Кори (англ. Nathaniel Corey) — психоаналитик в больнице Бостона, с хорошей профессиональной репутацией, автор учебника и большого числа статей. Учился в Вене и практиковал в Бостоне. 10 лет назад в силу преклонного возраста был вынужден оставить практику и переехать в Аркхэм, штат Массачусетс. Персонаж по фамилии Кори появляется в рассказе «Ужас Данвича».
- Эймос Пайпер

Эймос Пайпер (англ. Amos Piper) — профессор антропологии в Мискатоникском университете, автор сборника докладов по научным открытиям. Высокий мужчина 1870 года рождения, на момент лечения ему 52 года, женат. Довольно приятной наружности, производит впечатление некогда очень полного человека, но сильно похудевшего в последнее время. Спокойный, у него не было приступов ярости, часто бывал рассеянным и отрешенным от мира, порой напоминая улитку, отгородившуюся от окружающих стенами своей раковины. Глаза его излучали какую-то гипнотическую энергию и казалось, что удерживать их открытыми стоило ему огромного усилия воли.
- Эбигейл Пайпер

Эбигейл Пайпер (англ. Abigail Piper) — сестра Эймоса.
- Великая раса

Великая раса (англ. Great Race) — конусы 10 футов высотой, морщинистые, по структуре тканей напоминают растения. Очевидно, это Великая Раса Йит, но Дерлет не нарочно указывает это, видимо, потому что описывает существ немного иначе, например, как изначальную расу конусов до завоевания Йит либо после. Форму морщинистых конусов они приняли несколько столетий назад, а их родной облик подобен лучу света, так как они являются расой свободного сознания, и могут существовать в рамках любого тела. Головы и клешнеобразные конечности располагались в верхней части конуса, а перемещаются они, сжимая и расширяя толстую вискозную «подошву» в основании тела. Их речь является странным сочетанием посвистов, щелкающих звуков и скрежета огромных клешней, расположенных на концах двух из четырех гибких отростков, начинавшихся у вершины конуса. Первоначальная цель состояла в том, чтобы изучать историю разных времен и мест, для чего они создали «город библиотеку» и писали историю из прошлого и будущего множества рас. Великая Раса построила на Земле город под названием Пнакотус, который находится в Большой Песчаной пустыне Австралии. В конце концов раса будет уничтожена инопланетными существами, известными как Летающие полипы. Они предвидели гибель в будущем и массово перенаправили свой разум в тела насекомых, которые однажды должны унаследовать Землю после падения человечества.

## Вдохновение
Август Дерлет написал незавершенную повесть Лавкрафта, после его смерти. Можно сказать, что повесть «написана призраком». Дерлет использовал неопубликованные материалы из его черновиков и писем. Идеи «Пришелец из космоса» очень близки к повести «За гранью времён», на которую Лавкрафта вдохновил фильм 1933 года «Беркли квартал» (англ. «Berkeley Square»): его сюжет о человеке из XX века, чей разум захватывает его предок из XVIII века. Дерлет подражает стилю Лавкрафта и повторяет мифы о Древних из рассказа «Зов Ктулху».  
В «The Shadowy Thing» (1925) Г. Б. Дрейка герой был наделен способностью перемещать свой разум в разные тела.
В романе «Лазарь» (1924) Анри Беро рассказывается о второй личности, развившейся в главном герое после длительного периода амнезии.
В романе Уолтера де Ла Мара «Возвращение» (1910) сущность из XVIII столетия становится причиной одержимости героя.

## Запретные книги
- «Некрономикон»
- «Unaussprechlichen Kulten» фон Юнцта
- «Cultes des Goules» графа д’Эрлетта
- «Vermiis mysteriis» Людвига Принна
- «Книга Эйбона (Liber ivoris)»
- «Пнакотические рукописи»
- «Семь загадочных Книг Хсана»
- «Песнопения Дхол»
- «Тексты Р’льех»
- «Записки Салено».

## Связь с другими произведениями
В повести «За гранью времён» описаны основные сведения из этого произведения.
В повести «Хребты Безумия» экспедиция из профессоров Мискатоникского университета находит в Антарктике древний город и останки раса Старцев.
В повести «Шепчущий во тьме» инопланетные Ми-го перемещали разум людей на другую планету при помощи металического цилиндра.
В рассказах «Вызов извне» и «За гранью времен» описано перемещения сознания пришельцев.
В рассказе «Зов Ктулху» упоминается миф о Древних богах, а также Р’льех.
В романе «Случай Чарльза Декстера Варда» колдун похожим образом захватывал разум другого человека.
Пришельцы описаны в отдельной серии произведений Лавкрафта: «За стеной сна», «Из глубин мироздания», «Цвет из иных миров», «Шепчущий во тьме», «Хребты Безумия», «За гранью времён», «Врата серебряного ключа», «Вызов извне», «В стенах Эрикса», «Окно в мансарде», «Пришелец из космоса» и «Ночное братство».

## Адаптации
- Художник Ларри Тодд адаптировал сюжет повести в виде комикса, под названием «The Shadow From the Abyss», в журнале «Skull Comics», (издательство «Last Gasp», 1972)
- Значительная отсылка к рассказу есть в игре Call of Cthulhu: Dark Corners of the Earth, где описан метод переселения душ между инопланетянинами и людьми.